# Saint-Étienne-des-Oullières

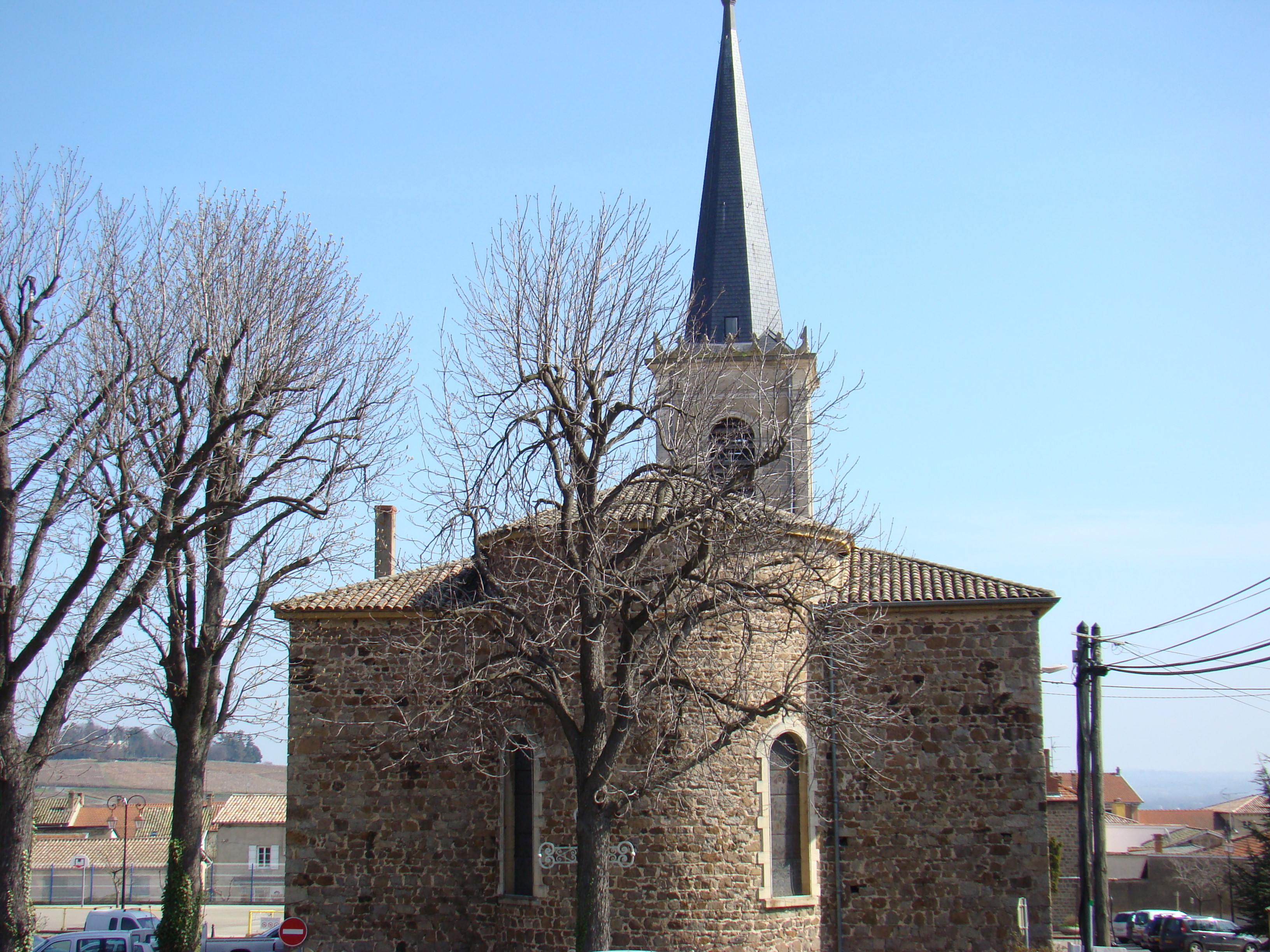
Kościół w Saint-Étienne-des-Oullières, 2011

Saint-Étienne-des-Oullières – miejscowość i gmina we Francji, w regionie Owernia-Rodan-Alpy, w departamencie Rodan.
Według danych na rok 1990 gminę zamieszkiwało 1367 osób, a gęstość zaludnienia wynosiła 142 os./km² (wśród 2880 gmin regionu Rodan-Alpy Saint-Étienne-des-Oullières plasuje się na 615. miejscu pod względem liczby ludności, natomiast pod względem powierzchni na miejscu 1149.).